# Guiu Burgundione de Capraia
Guiu Burgundione fou fill i successor de Rodolfo Burgundione.
Aprofitant la mort del cosí Albert V de Mangona, el 1203, es va apoderar del castell de Capraia i des de llavors fou nomenat comte de Capraia. Des d'aquest castell podia dominar el trànsit comercial terrestre i fluvial per l'Arno i per conservar el domini va lluitar contra Florència que va construir enfront del castell de Montelupo, fins que el 1204 es va ajustar la pau a la catedral de Pistoia per la qual Guiu va conservar Capraia però va fer construccions a Florència i es va aliar amb la ciutat i amb els patricis de la família Visconti. Va governar al pas del segle xii al xiii. Va morir abans del 1237. El successor era el seu fill Ugo, però al premorir (mort vers 1193) va passar als fills d'aquest, Anselm i Bertold. Va tenir altres fills entre els quals Arrigo (comte de Lucca el 1235, suposat cap de la família Montecatini) i Rodolf (enverinat pel jutge d'Arborea vers 1250)